# Flughafen Atar

i7
i11
i13
Der Flughafen Atar (arabisch مطار أطار الدولي, DMG Maṭār Aṭār ad-duwalī, IATA-Code: ATR, ICAO-Code: GQPA)  ist einer der internationalen Flughäfen Mauretaniens. Er grenzt südöstlich an das Stadtgebiet Atar, der Hauptstadt der Region Adrar.

## Daten
Die einzige Start- und Landebahn ist in etwa nordost-südwestlich ausgerichtet, sie ist 3004 m lang und 30 m breit. Das Terminal der Zivilluftfahrt liegt am Südwestende des Flugfelds und verfügt im Vorfeld über vier Parkpositionen. Nördlich an das Terminal schließt sich der militärische Bereich an.

## Geschichte
Der Flughafen wurde schon vor dem Zweiten Weltkrieg von der französischen Kolonialmacht gebaut. Der Ausbau zu internationalem Standard erfolgte 2001.

## Nutzung

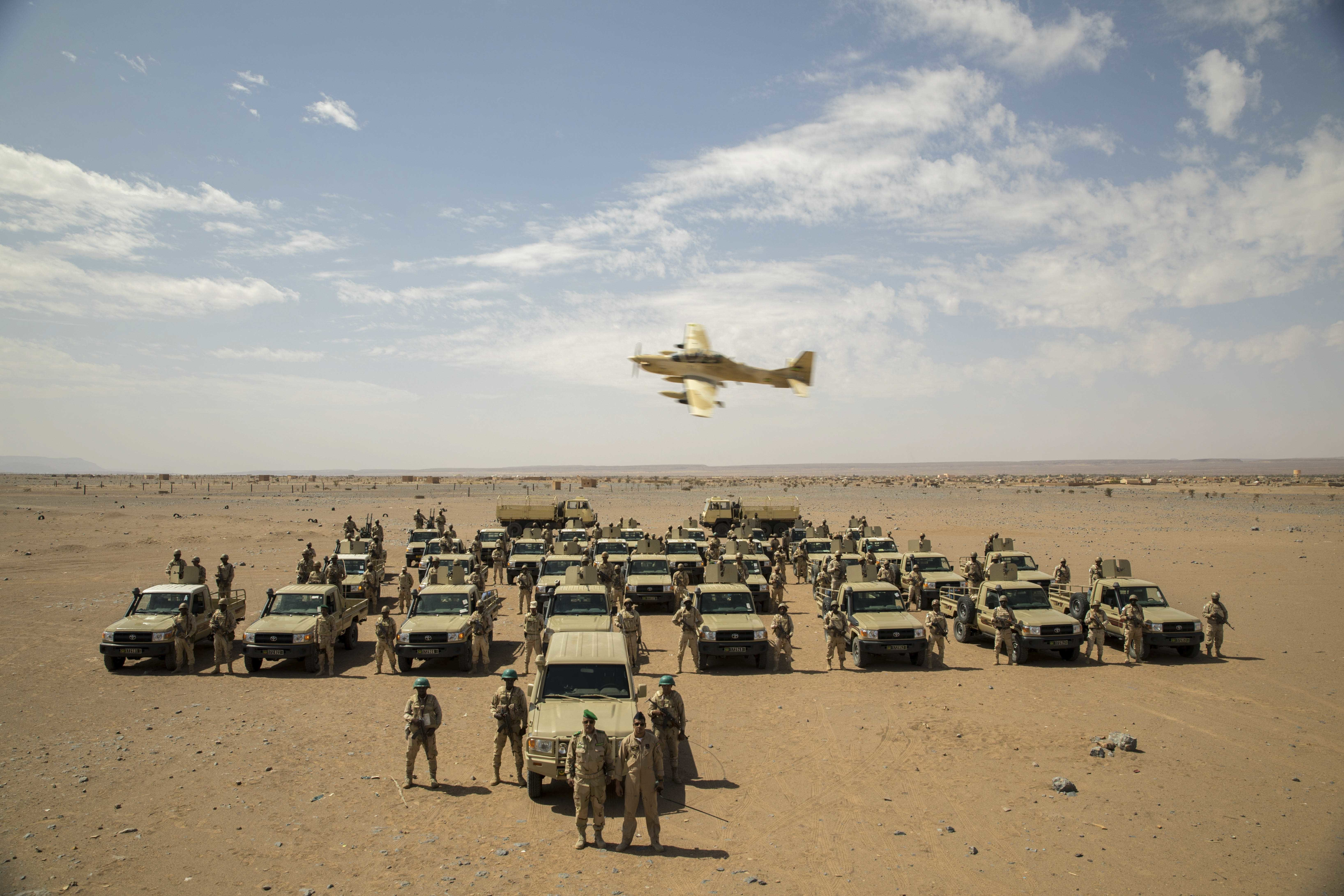
Flintlock 2020 in Atar

Vom Flughafen Atar gibt es nationale und internationale Verbindungen nur unregelmäßig oder saisonal. Die zivile Nutzung ist von Bedeutung für den Tourismus in Mauretanien, der in der Region Adrar seinen Schwerpunkt hat.
Die militärische Nutzung führte auch Flintlock, die größte und wichtigste jährliche Übung der Spezialeinsatzkräfte des United States Africa Command, im Jahr 2020 nach Atar.